# コルナーテ・ダッダ
コルナーテ・ダッダ（イタリア語: Cornate d'Adda）は、イタリア共和国ロンバルディア州モンツァ・エ・ブリアンツァ県にある、人口約11,000人の基礎自治体（コムーネ）。
2009年にミラノ県からモンツァ・エ・ブリアンツァ県に移された。

## 地理

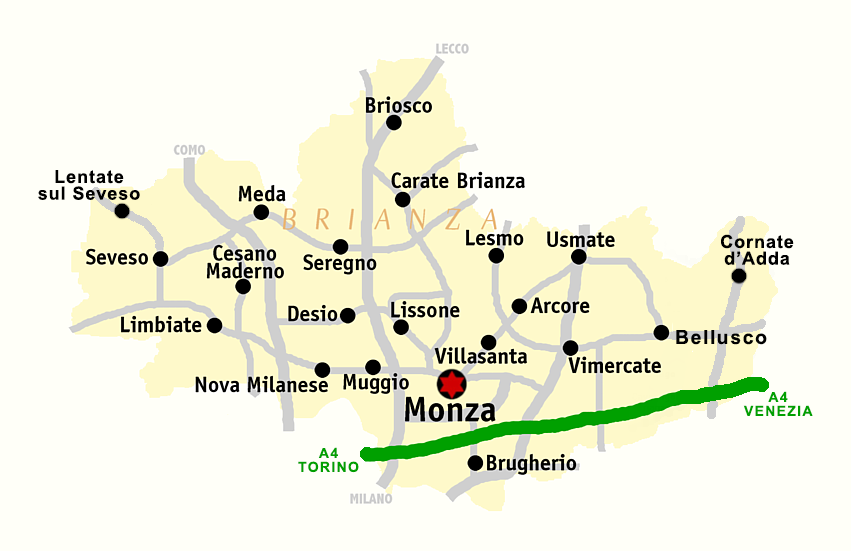
モンツァ・エ・ブリアンツァ県概略図

### 位置・広がり
モンツァ・エ・ブリアンツァ県東部に位置するコムーネで、県都モンツァから東北東へ16km、ベルガモから西南西へ約17km、州都ミラノから北東へ約30km、レッコから南南東へ約24kmの距離にある。市域東部でアッダ川に面しており、対岸はベルガモ県である。

#### 隣接コムーネ
隣接するコムーネは以下の通り。括弧内のBGはベルガモ県、LCはレッコ県、MIはミラノ県所属を示す。
| - メドラーゴ (BG) - 北東 - スイージオ (BG) - 東 - ボッタヌーコ (BG) - 東 - トレッツォ・スッラッダ (MI) - 南東 - ブズナーゴ - 南 - メッツァーゴ - 南西 - スルビアーテ - 西 - ヴェルデーリオ (LC) - 北西 - パデルノ・ダッダ (LC) - 北西 |

### 地勢・地形
- 河川：アッダ川

### 気候分類・地震分類
気候分類では、zona E, 2426 GGに分類される。
また、イタリアの地震リスク階級 (it) では、zona 3 (sismicità bassa) に分類される。

## 行政

### 分離集落
中心集落であるコルナーテ・ダッダは、市域のほぼ中央に位置する。市域北東部のアッダ河畔にポルト・ダッダ (it:Porto d'Adda) 、市域南部にコルナーゴ (it:Colnago) の分離集落がある。

## 交通

### 道路
- SP156 : 〔ベッルスコ - メッツァーゴ〕 - コルナーテ・ダッダ
- SP178 : 〔ヴェルデーリオ〕 - コルナーテ・ダッダ - コルナーゴ - 〔ブズナーゴ〕